# Тельман, Юлиана Фёдоровна
Юлиана Фёдоровна Тельман (31 мая 1901, Ревель — 23 декабря 1970, Таллин) — советский государственный и политический деятель.

## Биография
Родилась 31 мая 1901 году в Ревеле. Член КП(б) Эстонии с 1920 года. С 1920 года — на общественной и политической работе. В 1920—1922 гг. — в эстонском коммунистическом подполье. В мае 1922 года арестована, осуждена к каторжным работам пожизненно за «измену родине», на том же процессе был осуждён к смерти лидер эстонских коммунистов Виктор Кингисепп.
В 1938 году амнистирована. С 1940 года — член Организационного центра КСМ Эстонии, и. о. 1-го секретаря ЦК КСМ Эстонии (1942—1943), 1-й секретарь (1943—1944). В послевоенные годы — заведующая Отделом по работе среди женщин — Женским отделом ЦК КП(б) Эстонии (1945—1952), директор Музея естественных наук Эстонской ССР (1952—1961).
Избиралась депутатом Верховного Совета Эстонской ССР (1940), Верховного Совета СССР 1-го, 2-го, 3-го созывов. Кандидат в члены Бюро ЦК КП(б) Эстонии.
Умерла 23 декабря 1970 году в Таллине.